# Samu Mayer
Samu Mayer, též Samuel Mayer (14. července 1882 Vrbové – ???), byl československý politik německé národnosti a meziválečný poslanec Národního shromáždění za Maďarsko-německou sociálně demokratickou stranu.

## Biografie
Podle údajů k roku 1920 byl profesí obchodvedoucím v Bratislavě.
V parlamentních volbách v roce 1920 získal za Maďarsko-německou sociálně demokratickou stranu mandát v Národním shromáždění.